# Max Uhle
Friedrich Maximilian Uhle Lorenz (Dresden, Saxònia, Alemanya, 25 de març de 1856 - Loeben, Alta Silèsia, Polònia, 11 de maig de 1944), més conegut com a Max Uhle, va ser un arqueòleg alemany, el treball del qual a Perú, Xile, Equador i Bolívia a la fi del segle xix i principis del segle XX van tenir un impacte significatiu en la pràctica de l'arqueologia d'Amèrica del Sud. Va ser l'iniciador de l'arqueologia científica en el Perú, revalorant i difonent per al món el passat preincaic, fins llavors tractat com un simple i breu preludi de l'Imperi Inca. Va ser el primer a aplicar el mètode estratigràfic en les excavacions de Pachacamac en 1896 i el primer a notar que la iconografia Tiahuanaco s'havia difós des de la zona del llac Titicaca fins a gran part de l'actual territori peruà, observació que va donar origen a la teoria de l'imperi tiahuanacota (avui sabem que es tracta en realitat de l'estil cultural huari). Va ser també el descobridor de la cultura moche (que va denominar Proto-Chimú) i l'autor del primer esbós d'una cronologia que partia des de les més antigues cultures preincaiques conegudes fins a l'època inca. És autor de la teoria immigracionista de l'origen de la cultura andina, que sostenia que aquesta es va originar de les aportacions vingudes de Mesoamèrica (Mèxic i Amèrica central), teoria que va ser refutada per Julio C. Tello, defensor del caràcter autòcton d'aquesta cultura. Ha estat considerat el pare de l'arqueologia científica peruana.

## Biografia
Va ser fill de Friedrich Ernst Uhle i Anna Kunigunde Lorenz. En acabar els seus estudis escolars, va ingressar en 1875 a la Universitat de Leipzig. Després de fer el seu servei militar, va cursar un any en la Universitat de Gottingen per tornar després a Leipzig, on va estudiar filologia i es va graduar de doctor en 1880 amb una tesi sobre l'antiga gramàtica xinesa.
Va passar després al Museu d'Etnologia de la seva ciutat natal com a assistent del director, on hi treballà de 1881 a 1888. Va passar a exercir igual funció en el Museu d'Etnologia de Berlín, dirigit en aquell temps per Adolf Bastian i que s'estava convertint per aquests anys en un centre d'estudis americanistes. Va actuar com a secretari assistent al VII Congrés Internacional d'Americanistes, efectuat a Berlín en 1888.
Per aquests anys va començar el seu interès pel passat arqueològic de Sud-amèrica. Aquest interès va néixer en apreciar en els museus alemanys les variades mostres d'art peruà precolombí. En aquells dies, molts col·leccionistes peruans havien venut les seves valuoses col·leccions d'antiguitats a Europa, per lliurar-les de la rampinya dels xilens durant la guerra del Pacífic. Un amic proper, Alphons Stübel, que en 1875 havia excavat en la necròpoli precolombina d'Ancón, en la costa peruana, va orientar definitivament Uhle cap a l'arqueologia precolombina.
Patrocinat pel Museu Etnològic de Berlín i el govern alemany, en 1892 va viatjar a Sud-amèrica per estudiar l'àrea de difusió de la cultura quítxua en aquest continent. Des de l'Argentina va passar a Bolívia, interessat en les ruïnes de Tiahuanaco o Tiwanaku, encara que no va aconseguir l'autorització necessària per a excavar-hi. En aquest mateix any va publicar Les ruïnes de Tiahuanaco a les terres altes de l'Antic Perú, amb el fotògraf i enginyer B. von Grumbkow. Aquesta extensa obra és considerada la primera de caràcter científic sobre aquest jaciment arqueològic. Va aprofitar també per estudiar als urus, de les riberes del llac Titicaca. Va passar després al Perú, arribant al Cuzco. Com a fruit d'aquesta labor va publicar anys després el treball L'esfera d'influència del país dels Inques.
Es va traslladar a Filadèlfia, Estats Units, contractat per la Universitat de Pennsilvània, on va treballar durant diversos anys. Allí es va casar amb Charlotte Grosse. Patrocinat per la Societat d'Exploració Americana a Filadèlfia va preparar un nou viatge al Perú. També va gaudir del patrocini de la senyora Phoebe Hearst, mare de William Randolph Hearst. En 1896 va arribar a Lima, la capital del Perú. La seva primera tasca va ser remetre una relació sobre el seu viatge a Bolívia i Perú, acompanyant, a més, un informe sobre l'idioma dels urus (Bolívia), que va ser publicat al periòdic Globus de Braunschweig, Alemanya.

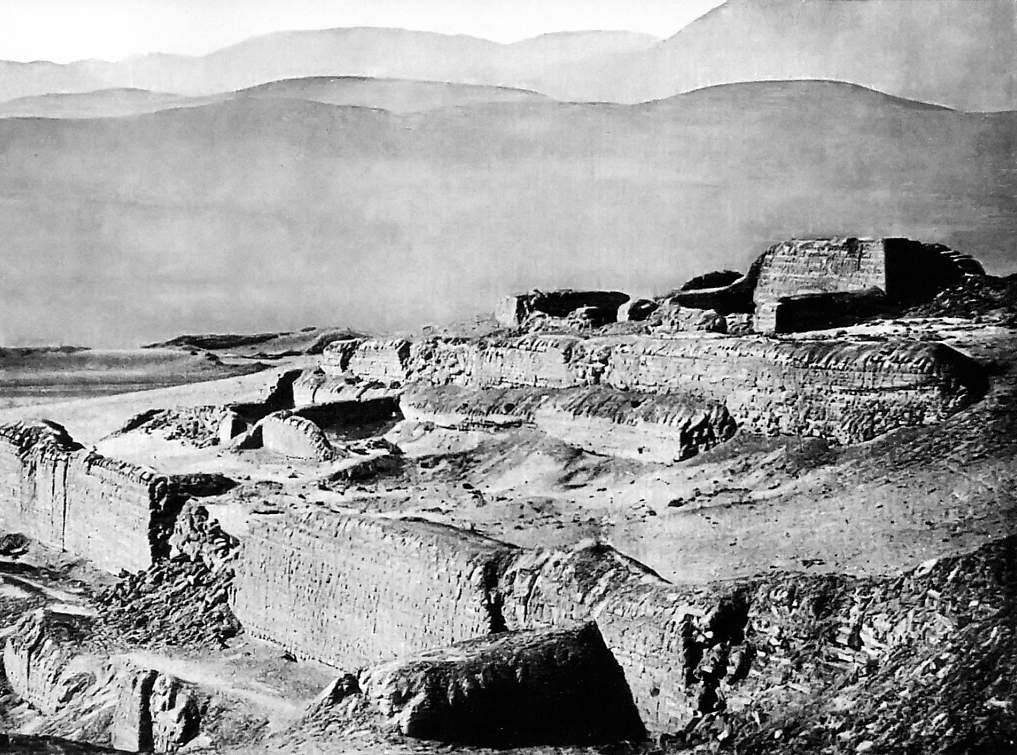
Vista fotogràfica de Pachacámac, cap al 1900.

Va dur a terme excavacions en Pachacámac, a la vall de Lurín, al sud de Lima, on va usar per primera vegada a Amèrica el mètode estratigràfic, tècnica que permet avaluar l'antiguitat d'unes restes en relació amb uns altres sobre la base de la seva posició en els estrats analitzats. Després d'un llarg treball va tornar a Filadèlfia per adonar dels seus resultats. Sobre aquests estudis va publicar el 1903 la magnífica obra titulada Pachacámac, que va ser molt elogiat i encara s'utilitza com a text bàsic per a l'estudi de l'arqueologia sud-americana. Va ser el primer a afirmar l'expansió de la cultura tiahuanaco en territori peruà, en observar en la ceràmica, tèxtils i altres artefactes trobats en la costa peruana, dissenys propis d'aquesta cultura, que avui sabem que en realitat es tracta de l'estil de la cultura huari. Va recuperar milers d'artefactes que inclouen ceràmica, petxines, tèxtils, metalls, objectes de fusta i altres materials vegetals i objectes construïts amb materials d'origen animal com a plomes, ossos i pell. Es va concentrar en la datació d'aquests artefactes, i va establir un sistema basat principalment en el disseny tèxtil.
En 1898 va retornar amb una missió de la Universitat de Califòrnia i per completar la seva visió de les cultures prehispàniques es va consagrar a explorar diverses ruïnes de la costa peruana. Va excavar en la huaca de la Luna (costa nord), aïllant l'estil Moche, al que va denominar Proto-Chimú. Els artefactes que va trobar a la vall de Moche van ser datats sobre la base de la posició seqüencial d'estils de ceràmica inca. Aquesta datació primerenca va ser després ampliada per l'arqueòleg nord-americà Alfred Kroeber (el seu deixeble a Berkeley) i és un dels punts clau en la comprensió de la cronologia preincaica en el Perú.
Després va pujar a la serra nord i va excavar a Marcahuamachuco, Wiracochapampa i Cerro Amaru. El 1900, en el diari trujillano La Industria, va donar a conèixer una primera seqüència cultural a partir de les seves excavacions a Moche: Proto-Chimú, Tiahuanaco, Chimú i Inca. Posteriorment va excavar a Chincha, Pueblo Nuevo i Tambo Colorado.
Va retornar el 1901 als Estats Units, portant-se tot el material apilat, que avui es troba a Berkeley. Es va dedicar a l'ensenyament de l'arqueologia americana a la Universitat de Califòrnia i gràcies al renovat suport d'aquesta va tornar per tercera vegada al Perú el 1903. Aquesta vegada va excavar als dipòssits de cloïsses d'Ancón, Cerro Trinidad, Huaral Viejo, Supe, San Nicolás, descobrint l'estil blanc sobre roig en la ceràmica. Anys després va publicar obres referents als seus estudis en el Perú, entre elles: Las ruinas de Moche (1913), Cronología sobre las antiguas culturas de Ica (1914) i The Nazca Pottery of Ancient Perú (1914).
El 1906 va ser nomenat director de la secció Arqueològica del Museu Històric de Lima. El 1912, disgustat per certes qüestions sorgides amb el govern peruà pel càrrec que exercia, es va traslladar a Xile, on va ser nomenat Director del Museu Arqueològic i Antropològic. Es va dedicar a fer excavacions en el nord de Xile, (antic sud peruà), a Tacna, Arica, Pisagua i Calama. El 1917 va ser el primer a descriure científicament les mòmies de Chinchorro. Els resultats de la seva labor els va publicar en Los aborígenes de Arica (1917) i Arqueología de Arica i Tacna (1919).
El 1919 es va traslladar a l'Equador, on va fer estudis a Azuay, Loja, Cañar, Tumibamba i altres llocs. Allí es va quedar fins a 1933, any en el qual va tornar a la seva pàtria, amb una rica documentació acumulada al llarg de quatre dècades d'incessant treball i amb una visió completa de les cultures andines. Va escometre llavors l'àrdua tasca d'elaborar una síntesi de les seves recerques.
El 1939 va tornar a Lima per participar en el XXVII Congrés Internacional d'Americanistes, on va presentar els seus importants treballs sobre Procedencia y origen de las antiguas civilizaciones americanas i La marcha de las civilizaciones. Per un temps va tornar a viure al Perú, quan a Europa es desencadenava la Segona Guerra Mundial i el Perú s'alineava al costat dels aliats contra les potències de l'Eix. Això motivà el fet que fos deportat, juntament amb altres alemanys. La seva mort va esdevenir a Loeben, a l'Alta Silèsia.

## Obres
- Die Ruinen von Tiahuanaco (1892), en col·laboració amb Alphons Stübel.
- Pachacámac (1903).
- La esfera de influencia del país de los incas (1908).
- Las relaciones prehistóricas entre el Perú y la Argentina (1912).
- Los orígenes de los incas (1912).
- Die Ruinen von Moche (1913).
- Die Muschelhügel von Ancón (1913).
- Las fortalezas incaicas de Incallacta y Machupicchu (1917)
- La arqueología de Arica y Tacna (1919).
- Fundamentos étnicos y arqueológicos de Arica y Tacna (1922).
- Los principios de las antiguas civilizaciones peruanas (1920).
- Los principios de las civilizaciones en la sierra peruana (1920).
- Las antiguas civilizaciones del Perú frente a la arqueología e historia del continente americano (1935).